# Orvosi zsályaolaj
A zsályaolaj (aetheroleum salviae officinalis) a zsálya illóolaja.

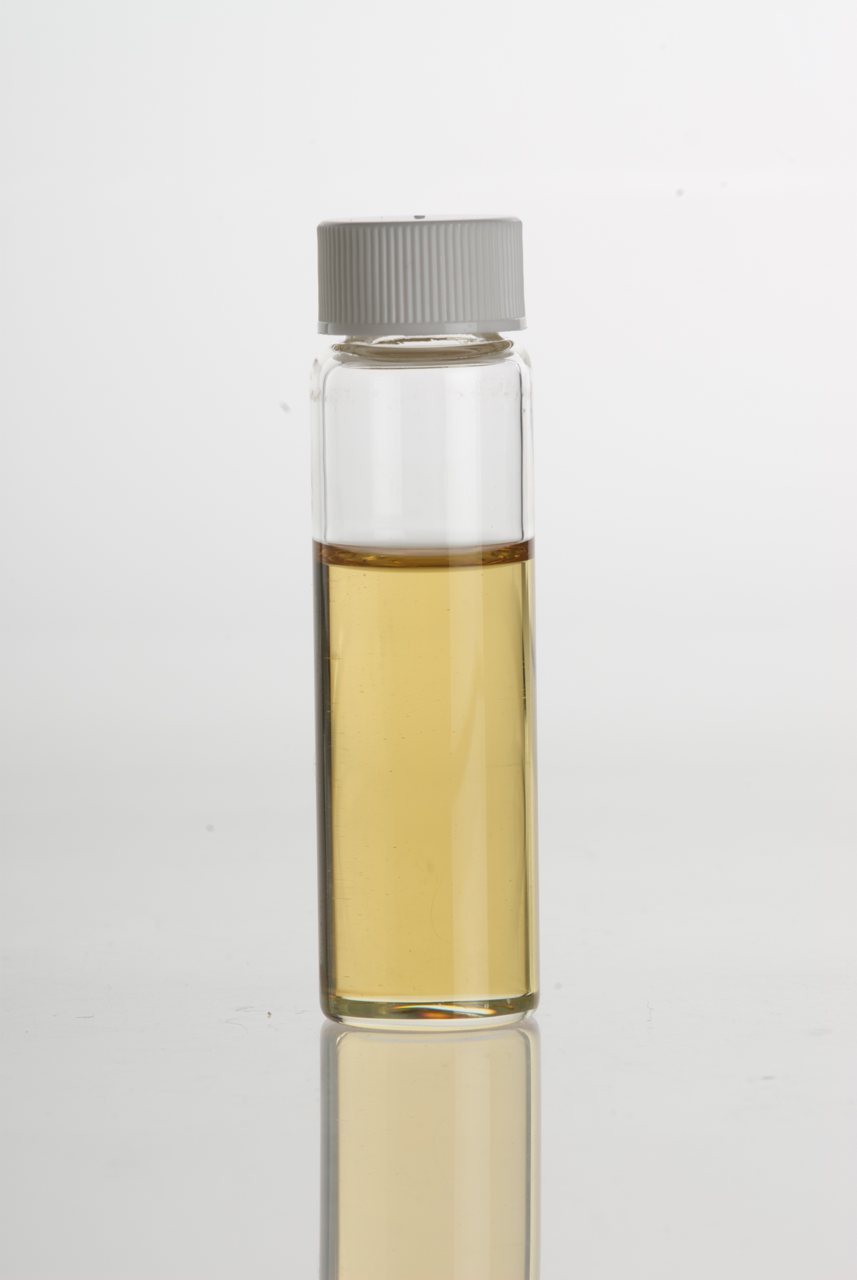

## Hatása
Nyugtató, erősítő, étvágyjavító. Vérnyomáscsökkentő, összehúzó, görcsoldó. Szél- és vízhajtó. Fertőtlenítő és szabályozza a menstruációt.

## Használata
Csökkenti a depressziót. Hatásos bőrproblémákra: afta, gyulladás, fekély, furunkulus, ekcéma, rovarcsípés.
Használható szájüregi gyulladásokra, torok- és fogínygyulladásra, hajhullásra és fehérfolyásra.
Hagyományos alkalmazása: a fertőző betegek szobáját faszénparázsra dobott zsályalevekkel fertőtlenítették.

## Ellenjavallt
Epilepszia és terhesség esetén, és szoptatás alatt nem alkalmazható.